# Pradelle, Drôme
Pradelle là một xã thuộc tỉnh Drôme trong vùng Auvergne-Rhône-Alpes ở đông nam nước Pháp. Xã Pradelle, Drôme nằm ở khu vực có độ cao từ 409-1209 mét trên mực nước biển.